# Feld (Longobardi)

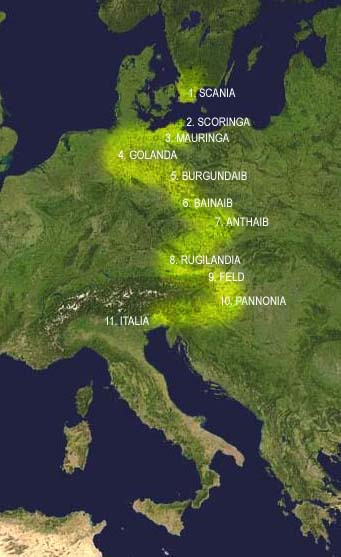
Le principali tappe della migrazione dei Longobardi.

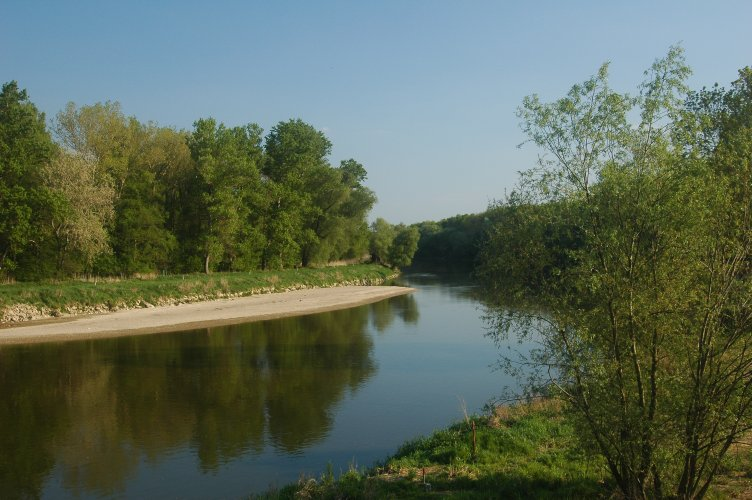
La Morava nella Piana della Morava, oggi al confine tra Slovacchia e Austria e più probabile ubicazione dell'antico Feld.

Feld è il nome con il quale Paolo Diacono, nella sua Historia Langobardorum, indica la regione dove si stabilirono i Longobardi dopo aver lasciato la Rugilandia. Lo stesso storico longobardo attesta l'origine germanica («sermone barbarico») del termine, che in tedesco moderno ha conservato l'antico significato di "campo".

## Territorio
Incerta l'esatta collocazione della regione, anche se generalmente viene identificata con la Piana della Morava (Marchfeld), la pianura che si estende a est di Vienna fino a Bratislava. Tuttavia è stata anche proposta, rifacendosi a un passo degli Annales Regni Francorum di Eginardo, una collocazione più a sud-est, nella Grande pianura ungherese (Alföld) tra Danubio e Tibisco; lo storico franco, tuttavia, sembra riferirsi più alla capitale di tende degli Avari che a un territorio. 

## Storia
I Longobardi penetrarono nella regione nei primi anni del VI secolo, guidati da re Tatone. È probabile che l'abbandono della Rugilandia non fosse stata una libera scelta del popolo, ma un'imposizione a opera degli Eruli allora insediati nel bacino del Tibisco: secondo Procopio di Cesarea i Longobardi erano infatti caduti sotto la dominazione degli Eruli, che forse li avrebbero costretti a cedere loro i territori della Rugilandia.
Da lì a poco, tuttavia, i Longobardi si sarebbero ribellati agli Eruli e inflissero loro una sconfitta definitiva: lo stesso Tatone uccise in battaglia il re Rodolfo, e da allora gli Eruli scomparvero dalla storia come popolo autonomo (508 circa). 

### Fonti primarie
- Eginardo, Annales Regni Francorum (Annali del Regno dei Franchi), in  Friedrich Kurze (a cura di), Monumenta Germaniae Historica, Hannover, 1895,  Scriptores rerum Germanicarum in usum scholarum separatim editi 6. [collegamento interrotto].
- Paolo Diacono, Historia Langobardorum (Storia dei Longobardi, cura e commento di Lidia Capo, Milano, Lorenzo Valla/Mondadori,

1992).
- Procopio di Cesarea, Bellum Gothicum.

### Letteratura storiografica
- Lidia Capo, Commento a  Paolo Diacono, Storia dei Longobardi, a cura di Lidia Capo, Milano, Lorenzo Valla/Mondadori, 1992, ISBN 88-04-33010-4.
- Jörg Jarnut, Storia dei Longobardi, traduzione di Paola Guglielmotti, Torino, Einaudi, 1995  [1982], ISBN 88-06-13658-5.
- Sergio Rovagnati, I Longobardi, Milano, Xenia, 2003, ISBN 88-7273-484-3.

### Popolazioni
- Eruli
- Longobardi